# تیم ملی بسکتبال مردان گوام
تیم ملی بسکتبال گوام نماینده گوام در مسابقات بین‌المللی است.